# Apiro
Apiro é uma comuna italiana da região dos Marche, província de Macerata, com cerca de 2.431 habitantes. Estende-se por uma área de 53 km², tendo uma densidade populacional de 46 hab/km². Faz fronteira com Cingoli, Cupramontana (AN), Matelica, Poggio San Vicino, San Severino Marche, Serra San Quirico (AN), Staffolo (AN).

## Demografia
| Variação demográfica do município entre 1861 e 2011                               |
|                                                                                   |
| Fonte: Istituto Nazionale di Statistica (ISTAT) - Elaboração gráfica da Wikipedia |